# Mistrzostwa Świata w Żeglarstwie 2003
1. Mistrzostwa świata w żeglarstwie odbyły się w Kadyksie w Hiszpanii w dniach od 11 do 24 września 2003. Organizatorem zawodów była Międzynarodowa Federacja Żeglarska. Podczas imprezy można było zdobyć kwalifikację na XXVIII Letnie Igrzyska Olimpijskie w Atenach, które odbyły się w 2004 r.
Reprezentacja Polski wywalczyła jeden złoty medal. Na najwyższym stopniu podium stanął Przemysław Miarczyński, startujący w klasie Mistral.

## Medaliści[2]

### Mężczyźni
| Klasa   | Złoto                        | Srebro                      | Brąz                                |
| ------- | ---------------------------- | --------------------------- | ----------------------------------- |
| Mistral | Przemysław Miarczyński       | Nikolaos Kaklamanakis       | Gal Fridman                         |
| Laser   | Gustavo Lima                 | Robert Scheidt              | Michael Blackburn                   |
| 470     | Gabrio Zandonà Andrea Trani  | Nathan Wilmot Malcolm Page  | Gustavo Martinez Doreste Dimas Wood |
| Star    | Xavier Rohart Pascal Rambeau | Fredrik Lööf Anders Ekström | Iain Percy Steve Mitchell           |

### Kobiety
| Klasa   | Złoto                                     | Srebro                                     | Brąz                                     |
| ------- | ----------------------------------------- | ------------------------------------------ | ---------------------------------------- |
| RS:X    | Lee Korzits                               | Barbara Kendall                            | Faustine Merret                          |
| Europa  | Siren Sundby                              | Sari Multala                               | Petra Niemann                            |
| 470     | Sofia Bekatorou Emilia Tsoulfa            | Ingrid Petitjean Nadege Douroux            | Włada Iljenko Natalija Gaponowicz        |
| Yngling | Hannah Swett Joan Touchette Melissa Purdy | Ulrike Schümann Wibke Bülle Winnie Lippert | Dorte Jensen Helle Jespersen Rachel Kiel |

### Konkurencje otwarte
| Klasa   | Złoto                             | Srebro                         | Brąz                           |
| ------- | --------------------------------- | ------------------------------ | ------------------------------ |
| Finn    | Ben Ainslie                       | Rafael Trujillo                | Andrew Simpson                 |
| 49er    | Christopher Draper Simon Hiscocks | Christoffer Sundby Frode Bovim | Rodion Luka Heorhij Leonczuk   |
| Tornado | Darren Bundock John Forbes        | Leigh McMillan Mark Bulkeley   | Santiago Lange Carlos Espinola |

## Klasyfikacja medalowa
| Miejsce | Państwo           | Złoto | Srebro | Brąz | Razem |
| ------- | ----------------- | ----- | ------ | ---- | ----- |
| 1.      | Wielka Brytania   | 2     | 1      | 2    | 5     |
| 2.      | Australia         | 1     | 1      | 1    | 3     |
| 2.      | Francja           | 1     | 1      | 1    | 3     |
| 4.      | Grecja            | 1     | 1      | 0    | 2     |
| 4.      | Norwegia          | 1     | 1      | 0    | 2     |
| 6.      | Izrael            | 1     | 0      | 1    | 2     |
| 7.      | Włochy            | 1     | 0      | 0    | 1     |
| 7.      | Polska            | 1     | 0      | 0    | 1     |
| 7.      | Portugalia        | 1     | 0      | 0    | 1     |
| 7.      | Stany Zjednoczone | 1     | 0      | 0    | 1     |
| 11.     | Niemcy            | 0     | 1      | 1    | 2     |
| 11.     | Hiszpania         | 0     | 1      | 1    | 2     |
| 14.     | Brazylia          | 0     | 1      | 0    | 1     |
| 14.     | Finlandia         | 0     | 1      | 0    | 1     |
| 14.     | Nowa Zelandia     | 0     | 1      | 0    | 1     |
| 14.     | Szwecja           | 0     | 1      | 0    | 1     |
| 17.     | Argentyna         | 0     | 0      | 1    | 1     |
| 17.     | Niemcy            | 0     | 0      | 1    | 1     |
| 17.     | Rosja             | 0     | 0      | 1    | 1     |
| 17.     | Ukraina           | 0     | 0      | 1    | 1     |
| Razem   | Razem             | 11    | 11     | 11   | 30    |